# Sędek (województwo mazowieckie)
Sędek – wieś sołecka w Polsce położona w województwie mazowieckim, w powiecie płockim, w gminie Staroźreby.
Nazwa wsi stanowi staropolskie zdrobnienie od imion takich, jak Sędowin, Sędzimir, Sędomir, Sędzisław, Sędosław, Sędziwoj, Sędowoj, Sędźwoj, Sędziwuj.
W latach 1975–1998 miejscowość administracyjnie należała do województwa płockiego.